# Graafschap Neder-Salm
Het graafschap Neder-Salm was een graafschap in het Heilige Roomse Rijk gelegen in de Ardennen en ontstond door een opsplitsing van het graafschap Salm. Salm werd  in 1165 verdeeld in twee graafschappen: Neder-Salm of Oud-Salm (Vielsalm) in de Ardennen,  en Opper-Salm in de Vogezen in het huidige Frankrijk. Door zijn huwelijk met Elise, dochter van de laatste graaf van Salm, uit het geslacht  Salm werd Frederik van Vianden de eerste graaf van Neder-Salm of Salm-Vianden.

Hendrik VII overleed zonder directe nakomelingen in 1416. Bij testament viel het graafschap Neder-Salm aan Jan I van Reifferscheid, de zoon van een gravin van Salm. Het testament werd aangevochten en pas op 6 februari 1455 kwam het graafschap door een arrest van het Luxemburgse hof voor de adel aan de heren van Reifferscheid, die inmiddels de naam Salm-Reifferscheid voerden.
Hoewel het graafschap deel was van het hertogdom Luxemburg, werd er toch in de Reichsdeputationshauptschluss van 25 februari 1803 een schadeloosstelling geregeld voor het verlies van de grafelijke rechten.

## Graven van Nedersalm
- Frederik I (1163-1172)
- Frederik II (1172-1210)
- Gerard (1210-1240)
- Hendrik III (1240-1247)
- Hendrik IV (1247-1265)
- Willem (1265-1297)
- Hendrik V (1297-1336)
- Hendrik VI (1336-1362)
- Johan (1362-1370)
- Hendrik VII (1370-1416)